# پارک خاچاطور آبوویان
پارک خاچاطور آبوویان (ارمنی: Խաչատուր Աբովյանի Պուրակ Khachatur Abovyani Purak), در شمال خیابان آبوویان در ناحیه کنترون، ایروان ارمنستان واقع شده‌است. این پارک نقطه آغازین خیابان آبوویان را شکل می‌دهد. دانشگاه پزشکی دولتی ایروان در ضلع جنوبی پارک واقع شده‌است
این پارک به نام خاچاطور آبوویان نویسنده برجسته ارمنی سده ۱۹ میلادی نامگذاری شده‌است. پارک باغی دایره‌شکل دارد که مجسمه خاچاطور آبوویان در مرکز آن قرار گرفته است. پارک خاچاطور آبوویان در سال ۱۹۵۰ افتتاح شد.